# Mankells Wallander: Dunkle Geheimnisse
Dunkle Geheimnisse (schwedisch: Hemligheten) ist ein schwedischer Fernsehfilm aus dem Jahr 2006.
Es handelt sich um die dreizehnte Folge der ersten Staffel, also die insgesamt dreizehnte Folge der schwedischen Kriminalserie Mankells Wallander mit Krister Henriksson in der Hauptrolle. Die Erstaufführung in Schweden fand am 10. November 2006 auf TV4 statt; die deutschsprachige Erstausstrahlung erfolgte am 9. April 2007 auf Das Erste.

## Handlung
Stefan Lindman muss sich einem Disziplinarverfahren unter dem ermittelnden Beamten Klas Grostedt stellen. Erik Gröndal behauptet, Stefan hätte ihn misshandelt. Gröndals Ehefrau hatte Anzeige erstattet. Sie wies Verletzungen auf, die auf körperliche Misshandlung schließen lassen. Sie zog die Anzeige zurück; angeblich ist sie die Treppe runtergefallen.
Zur gleichen Zeit wird die Leiche eines etwa 11-jährigen Jungen gefunden. Nyberg vermutet, dass es sich um den Jungen handelt, der seit ein paar Tagen vermisst wird. Laut Nyberg wurde er mit einem Schlag mit einem harten Gegenstand auf den Hinterkopf erschlagen und dann in einen Steinbruch runtergeworfen. An der Stirn befindet sich eine Wunde, die wohl von einem Gegenstand verursacht wurde, der sich am Tatort befindet.
In der Gerichtsmedizin identifiziert Stefan den Jungen als Johannes, den Sohn von Lasse Bengtsson. Die frisch verheilte Fraktur des rechten Unterarmknochens stammt laut Stefan von einem Knochenbruch, den sich Johannes letzten Herbst zugezogen hat. Gerichtsmedizinerin Karin Linder findet Faserspuren, die darauf hindeuten, dass der Täter dem Jungen vor dem tödlichen Schlag ein Handtuch oder Ähnliches übergelegt hat; zudem finden sich Spuren von Isoliermaterial. Johannes wurde sexuell missbraucht und stand dabei unter Drogen; die Konzentration der Drogen deutet darauf hin, dass er die ganze Zeit über unter Drogen stand. Vielleicht war das Würgen von Johannes Teil des sexuellen Aktes. Den Spuren am Körper nach zu urteilen muss sich der Täter mindestens dreimal an Johannes vergangen haben. Stefan fällt auf, dass der Täter keine Spuren am Fundort, dafür aber am Jungen hinterlassen hat.
Linda und Stefan fahren zu Lasse Bengtson, um ihm zu informieren; Stefan kennt Lasse vom Pistolenschützenverein. Lasse reagiert emotional auf die Tat und droht, den Täter umzubringen. Lasse berichtet, dass Johannes nur raus und mit Petter spielen wollte. Petter erzählt, dass er und Johannes Beute erzielt haben und dann plötzlich ein Mann aufgetaucht ist, mit dem Johannes mitgehen musste. Die Polizei sichtet die Videoaufzeichnungen aus einem Geschäft, in dem die beiden Jungs einen Ladendiebstahl begangen haben und dann plötzlich ein Unbekannter aufgetaucht ist. Der fremde Mann ist auf den Aufzeichnungen nicht zu erkennen.
Wallander beurlaubt Stefan wegen seines Disziplinarverfahrens, was dessen Unmut auslöst. Stefan betont, dass er der einzige ist, dem Lasse vertraut, und dass der Fall ihm wichtig ist. Wallander verweist Stefan an eine Psychologin, die auf Polizisten in Krisensituationen spezialisiert ist. Als Stefan das Polizeigebäude verlässt, geht er den Polizeibeamten an, der Petter verhört hat; Stefan meint, wenn er die richtigen Fragen gestellt hätte, hätte Petter erzählt, dass Johannes von dem Unbekannten mitgenommen wurde.
Linda fällt auf den Überwachungsvideos auf, dass der Unbekannte die Jungs schon vorher beobachtet hat, als er Zigaretten gekauft und mit Karte bezahlt hat; dadurch lässt sich seine Identität feststellen. In der Wohnung des Verdächtigen Magnus Rhunberg findet sich keine Spur, die auf Johannes hindeutet. Stattdessen findet Linda das Foto eines Jungen namens Leile mit einer Beschreibung des Jungen auf der Rückseite, die auf Missbrauch schließen lässt.
Linda nimmt Kontakt zu Rolf Liljeberg auf, der vor zwei Tagen mit Rhunberg telefoniert hat, und fragt, wo Rhunberg sein könnte. Als Alibi zur Tatzeit gibt Liljeberg seine Nachbarin Britta Holm an, bei der er den Abend verbracht hat und die sein Alibi bestätigt. Liljeberg war bei der Polizei in Stockholm und zog nach seiner Pensionierung nach Ystad. Im Nachhinein gibt Liljeberg an, er hätte vergessen zu erwähnen, dass Rhunberg auch ein Sommerhaus hat.
Dort findet die Polizei Rhunberg erschossen vor. An einer Leiste in der Wand findet sich ein Einschuss. Im Sommerhaus findet sich auch ein Haar von Johannes; Nyberg vermutet, dass Johannes lebend von hier weggebracht wurde. Von Kinderpornographie findet sich hingegen keine Spur. Wallander vermutet, dass Johannes mit dem Auto weggebracht wurde und der Mord im Auto passiert ist; die Wunde an der Stirn könnte laut Nyberg von einem Metallbeschlag stammen, der im Fahrzeug lag. In Rhunbergs Auto finden sich keine Spuren, die auf den Mord hindeuten, und auch kein Metallteil, das die Wunde an der Stirn verursacht haben könnte. Da der Täter bei der Ermordung des Jungen Platz zum Ausholen brauchte, könnte die Tat in einem LKW stattgefunden haben. Rhunberg hat sich von seinem Cousin einen LKW ausgeliehen, den er nicht zurückgebracht hat.
Linda erzählt Stefan, dass die Polizei Lasse verhaften will, weil dieser gedroht hat, Rhunberg umzubringen. Stefan verteidigt Lasse. Linda fügt hinzu, dass Rhunberg nicht fähig für einen Mord war, sondern dass diesen jemand übernommen hat, der dafür berechnend genug vorgeht. Später versorgt Stefan eine Schusswunde an seiner Schulter.
Nyberg findet ein Fall aus dem Jahr 1999 aus Malmö, der Parallelen zum Fall Johannes aufweist. Der Täter heißt Greger Frankman und sitzt lebenslänglich.
Wallander hakt bei Linda nach, ob sie ihm etwas über Stefan sagen kann. Sie sagt, Stefan braucht jemanden der ihm zuhört, wogegen Wallander einwendet, Stefan brauche professionelle Hilfe. Linda meint, wenn sie alles sagen würde, würde man Stefan kündigen, und er würde mit seinem Job alles verlieren, an dem ihm noch etwas liegt.
Als Stefan bei Lasse zu Besuch ist, erscheint Wallander, um Lasse aufs Präsidium mitzunehmen und mit ihm über den Mord an Magnus Rhunberg zu sprechen, womit er bei Stefan Unverständnis erntet.
Linda befragt Greger Frankman, wobei zunächst nichts Konkretes herauskommt. Frankman vertritt den Standpunkt, dass die Anklage gegen ihn nach einem anonymen Hinweis zusammenkonstruiert wurde. Als sie Magnus Rhunberg ins Gespräch bringt und dass dieser Komplizen gehabt haben könnte, reagiert Frankman offener. Er gibt an, Liljeberg zu kennen; dieser sei ein guter Freund, der ihn regelmäßig besucht; man habe sich in Bangkok in einem Club kennengelernt, der Sex mit Jugendlichen und Kindern anbot. Linda glaubt, dass der anonyme Hinweisgeber im Fall Frankman auch Magnus Rhunberg schützen wollte.
Stefan klopft betrunken bei Linda an und will wissen, was die Polizei gegen Lasse in der Hand hat. Er gesteht ihr, dass er sich noch nie so einsam gefühlt hat.
Lasse zeigt sich in seiner Einvernahme nicht traurig darüber, dass Magnus Rhunberg tot ist.
Linda erzählt Stefan, dass nun auch Liljeberg im Visier der Ermittlungen ist. Stefan fordert sie auf, Liljeberg zu verhaften und sein Alibi bei seiner Nachbarin zu zerplücken. Stefans Vater kannte Liljeberg; als Linda weiter nachfragt, wird Stefan aggressiv und verschwindet. Als Linda Britta Holm nochmal befragt, gibt diese zu, dass Liljeberg am Abend nochmal weggefahren ist, weil er einen roten LKW ausgeliehen hat, und ergänzt, dass sie gerade ihr Haus ausbaut. Er hat auch Isoliermaterial transportiert und zu diesem Zweck die Sitze ausgebaut. In ihrer Garage fehlt ein Schraubenschlüssel.
Wallander hakt bei Stefan nach, warum er eine Stunde nach dem Mord an Magnus Rhunberg bei Lasse war und ob er am Tatort aufgeräumt hat; am Tatort fanden sich sowenig Spuren, dass wohl jemand aufgeräumt hat, der sich auskennt. Stefan bittet Wallander vergeblich, das eine Mal wegzusehen.
Liljeberg reagiert zunächst ausweichend auf Lindas Nachfragen und beruft sich darauf, dass sie die Befragung von Britta Holm nicht ordnungsgemäß dokumentiert hat. Dann sagt er aus, dass der LKW Magnus Rhunberg gehört hat und er ihn am nächsten Morgen an Rhunberg zurückgegeben hat; weil Rhunberg nicht zuhause war, hat er den LKW vor Rhunbergs Haus abgestellt und den Schlüssel in den Briefkasten geworfen. Liljeberg bittet Linda, die Kamera auszuschalten und erzählt, dass Rhunberg jahrelang systematisch Kinder missbraucht hat und zu einer pädophilen Zelle gehört hat, die Teil eines europaweiten Netzwerks war. Er war Liljebergs Kontaktmann. Beide lernten sich auf einer Reise kennen und wurden Freunde. Liljeberg hätte bisher nichts gesagt, weil er in einer umfangreichen Ermittlung stecke und seine Verwicklung in einen Mordfall sich störend auswirken würde.
Wallander untersagt Linda den weiteren Kontakt mit Stefan, weil er davon ausgeht, dass Stefan etwas mit dem Fall zu tun hat und Lasse deckt. Linda hingegen vermutet, dass Liljeberg Rhunberg umgebracht und die Kinderpornographie aus seinem Haus hat verschwinden lassen. Liljeberg sagt Wallander gegenüber aus, dass, als er Rhunbergs Haus renoviert hat, sich im betreffenden Aktenschrank Fotos von Kindern befunden haben. Als Liljeberg nach Stefan fragt, blockt Wallander ab. Später verbrennt Liljeberg einige Fotos von Kindern.
Liljeberg taucht bei Stefan auf, der sich betrinkt, und wird von Stefan bedroht, dass er den Mord an Johannes gestehen soll. Stefan sagt, er habe auch „das Foto“ gesehen. Liljeberg sagt, Stefan solle lieber die hochgehen lassen, die es verdienen, Liljeberg habe sich um Stefan gekümmert, nachdem sein Vater „dies“ getan habe. Liljeberg selbst unterstellt Stefan, Rhunberg erschossen zu haben, und bietet ihm an, dies zu vertuschen, wenn Stefan ihm das Foto gibt.
Eine Rückblende zeigt Stefan mit 11 Jahren in Liljebergs Auto sitzen. Stefan flieht aus dem Auto, verletzt sich auf der Flucht am Arm und bedroht Liljeberg. Stefans Vater sei, so Liljeberg, verantwortungslos, eine Waffe einfach so liegen zu lassen; Liljeberg sei der einzige, der Stefan gern hat. Stefan steckt sich die Waffe in den Mund, als wolle er sich erschießen.
Nyberg findet am Tatort eine Blutspur, die Rhunbergs Mörder nicht entfernt hat. Da Lasse keine Schusswunde hat, hält Wallander es für nötig, Stefan festzunehmen.
Stefan holt eine Pistole aus der Schublade und hält sie sich in den Mund. Linda fährt zu Stefan und findet seine Leiche. Neben ihm liegt ein Foto, das ihn mit 11 Jahren zeigt; es ist auf der Rückseite beschriftet.
Wallander berichtet Linda, dass Stefan Rhunberg erschossen hat. Dies hätte er nur tun können, weil ihm jemand von den Ermittlungen erzählt hätte. Als er Stefan vorwirft, er hätte seine Kollegen im Stich gelassen, wendet Linda ein, Wallander hätte Stefan im Stich gelassen, als dieser jemanden zum Zuhören gebraucht habe. Wallander meint, er hätte schon eher merken müssen, das Stefan von der Polizeiarbeit überfordert gewesen sei. Als er Linda bittet, ihm alles von Stefans Privatermittlungen zu erzählen, hält sie ihm vor, er wolle sich stark damit fühlen, den Fall gelöst zu haben, der Stefan umgebracht hat. Dabei habe er nicht dieselben Übergriffe erleben müssen wie Stefan. Wallander hätte ihm nicht zuhören wollen, weil er gemeint hätte, Stefan hätte sich mit denselben banalen Dingen beschäftigt wie er. Linda fragt ihren Vater, ob er wirklich meint, Stefan hätte aus einem banalen Grund jemanden erschießen können. Als Linda den Raum verlässt, bricht Wallander in Tränen aus. Später sagt er zu Nyberg, dass der Fall des Mordes an Johannes, der Stefan in den Tod getrieben hat, vielleicht sein letzter Fall wird, und fragt sich, ob Johannes’ Mörder immer noch frei rumläuft.
Als Nyberg und Svartman einen baugleichen LKW untersuchen, finden sie das Metallteil, das die Wunde an Johannes’ Kopf verursacht hat. Währenddessen entfernt Liljeberg am roten LKW letzte Spuren. Inzwischen observiert Linda Liljebergs Haus. Sie ruft Wallander an, als Liljeberg die Garage öffnet und sie den roten LKW sieht. Wallander weist sie an, auf ihn zu warten. Inzwischen taucht Britta Holm bei Liljeberg auf. Liljeberg überwältigt sie, als sie ein weißes Handtuch mit Blutflecken sieht. Linda schleicht sich in Liljebergs Garage. Als sie ein Kind entdeckt, dem er gerade ein Schlafmittel gegeben hat, kann sie Liljebergs Angriff abwehren. Er rechtfertigt sich damit, dass jedes Mal, wenn er seinem Trieb nachgegeben hat, er dafür zehn andere Pädophile hochgehen ließ; er werde noch gebraucht. Wallander taucht auf und beschwört Linda, Liljeberg nicht zu erschießen, weil er sonst wieder davonkommt.
Wallander und Linda stehen am Strand und sehen den 11-jährigen Stefan, wie er mit einem Hund spielt.

## Kritiken
„Routinierter (Fernsehserien-)Krimi, in dem Provinz-Kommissar Wallander vor eine Fülle unterschiedlicher Probleme gestellt wird. In Bezug auf seine erwachsene Tochter gibt er erneut eine denkbar schlechte Vaterfigur ab. - Ab 14.“